# Szuhogy
Szuhogy là một thị trấn thuộc hạt Borsod-Abaúj-Zemplén, Hungary. Thị trấn này có diện tích 17 km², dân số năm 2010 là 1228 người, mật độ 72 người/km².